# غايل
تايلور غايل رذرفورد (مواليد 8 يوليو 2004)  تعرف بأسم غايل (بالإنجليزية: Gayle)‏ هي مغنية وكاتبة أغاني أمريكية.أكتشفتها كارا ديوغواردي ووقعت مع تسجيلات أتلانتيك.
في 2021 أصدرت abdcdefu وهي أول أغنية لها مع أتلانتيك.

## روابط خارجية
غايل على موقع IMDb (الإنجليزية)
- غايل على موقع روتن توميتوز (الإنجليزية)
- غايل على موقع ميوزك برينز (الإنجليزية)
- غايل على موقع رولينغ ستون (الإنجليزية)
- غايل على موقع أول ميوزيك (الإنجليزية)
- غايل على موقع ديسكوغز (الإنجليزية)
- غايل على موقع كينوبويسك (الروسية)